# Mesosemia ahava
Mesosemia ahava is een vlindersoort uit de familie van de prachtvlinders (Riodinidae), onderfamilie Riodininae.
Mesosemia ahava werd in 1869 beschreven door Hewitson.